# Arnoldstein
Arnoldstein (Oristagno in italiano storico; Podklošter in sloveno) è un comune austriaco di 7 053 abitanti nel distretto di Villach-Land, in Carinzia; ha lo status di comune mercato (Marktgemeinde).

## Geografia fisica
Arnoldstein si trova tra le Alpi Giulie e le Caravanche. Nei suoi pressi vi è il monte Forno dove passa la triplice frontiera (in tedesco Dreiländereck), ovvero il luogo in cui si incontrano i confini di Stato di Austria, Italia e Slovenia. Nel territorio comunale il torrente Slizza confluisce nella Gail.

## Storia
L'area dove sorge Arnoldstein era già abitata nell'antichità; in epoca romana lungo la sponda sinistra della Slizza si trovava una strada che collegava Aquileia a Viruno (nei pressi di Klagenfurt am Wörthersee). Il nome deriverebbe da un presunto fondatore del monastero fortificato, il cavaliere Arnold. Il monastero fu prima sotto la giurisdizione del Patriarcato di Aquileia poi, dal 1014, del Principato vescovile di Bamberga; oggi dell'edificio ne restano le rovine.
Nel 1880 Arnoldstein comprendeva il 39,7% di popolazione di lingua slovena, diminuiti al 9,2% nel 1951. Nel 2001 soltanto il 2,1% degli abitanti si è dichiarato appartenente al gruppo sloveno. Il Trattato di Saint-Germain del 1919 assegnò la frazione di Thörl, nel comune catastale di Thörl-Maglern, all'Italia: divenne così frazione di Tarvisio con il nome di Porticina. Nel 1924 tornò all'Austria e al comune di Arnoldstein.

## Monumenti e luoghi d'interesse
- Rovine del monastero di Arnoldstein
- Schrotturm
- Kreuzkapelle
- Museo locale
- Angolo delle Tre Nazioni (Dreiländereck)
- Chiesa di S. Andrea di Thörl-Maglern
- Cascate di Pöckau

### Il convento
Ad Arnoldstein si trovano le rovine di un monastero (Kloster) benedettino la cui fondazione risale al 1106. L'imperatore Enrico II il Santo cedette alla diocesi di Bamberga da lui fondata nel 1007 ampi territori tra cui anche la zona attorno ad Arnoldstein. Dopo che il castello fu concesso in feudo alla famiglia degli Eppensteiner, essa lo sottrasse per un lungo periodo alla diocesi. Nel 1106 il vescovo Ottone I lo ricondusse nelle mani della diocesi. Fece smantellare il castello e costruire un convento abitato dai Benedettini di Michelsberg, nelle vicinanze di Bamberga, e lo dotò di beni provenienti dai dintorni. Il convento fu poi ampliato e fortificato, per via della sua posizione esposta su un importante asse stradale fra il Danubio e l'Italia settentrionale.
Il convento subì durissimi contraccolpi dopo il terremoto del 1348 (Terremoto del Friuli del 1348) ed il crollo del monte Dobratsch che ne seguì e le invasioni dei Turchi Ottomani nel secolo XV. Seguirono la crisi dovuta alla Riforma di Martin Lutero nel secolo XVI, due incendi nel Seicento e uno nel Settecento. Nel 1783 il convento fu sciolto dall'imperatore Giuseppe II d'Asburgo-Lorena. Un ulteriore incendio ci fu nel 1883 e poi, vista la mancanza di risorse, i piani superiori delle rovine vennero smantellati. Dopo che il Comune venne in possesso dei resti dell'edificio, fra il 1980 ed il 2009 furono compiuti vari restauri con la creazione di soffitti e l'installazione di finestre. Dal monastero prende spunto il romanzo Der Fluch der Rose ("La maledizione della rosa"), un romanzo storico del 2019, ricco di intrighi e fosche vicende, scritto da Iny Lorentz (Iny Klocke e Elmar Wohlrath), ambientato alla fine del XV secolo.

## Geografia antropica

### Suddivisioni amministrative
Il territorio comprende 21 località (tra parentesi il nome in lingua slovena e numero di abitanti al 1º gennaio 2015), di cui sei comuni catastali (quelli segnati con l'asterisco):
- Agoritschach (Zagoriče, 57) *
- Arnoldstein (2 025)
- Erlendorf (Oljše, 414)
- Gailitz (Ziljica, 1.051)
- Greuth (Rute, 16)
- Hart (Ločilo, 241) *
- Krainberg (Strmec, 3)
- Krainegg (Podkrajnik, 4)
- Lind (Lipa, 116)
- Maglern (Megvarje, 291)
- Neuhaus an der Gail (Poturje, 278)
- Eörl (Zgornja Vrata, 59)
- Pessendellach (Dole, 59)
- Pöckau (Peče, 678) *
- Radendorf (Radna vas, 185) *
- Riegersdorf (Rikarja vas, 501) *
- Sankt Leonhard bei Siebenbrünn (Šentlenart pri Sedmih studencih, 261)
- Seltschach (Sovče, 410) *
- Thörl-Maglern (Rute pri Vratih, 9)
- Tschau (Čava, 106)
- Unterthörl (Spodnja Vrata, 236)

## Infrastrutture e trasporti
Il comune è accessibile tramite l'autostrada austriaca A2 o via treno.